# Atrium (school)
't Atrium is een middelbare scholengemeenschap voor voortgezet onderwijs in Amersfoort met rond de 950 leerlingen. De school biedt vmbo-t, havo, en vwo opleidingen aan. Daarnaast heeft de school speciale sportklassen en specialty klassen; "online", "explorer", "international" en "kunst", waarbij de leerlingen per week een extra uur aan hun specialty besteden.

## Tweetalig onderwijs
't Atrium kreeg op 10 oktober 2005 het certificaat TTO-school van het Europees Platform toegereikt. 22 van de ruim 80 scholen die in Nederland tweetalig onderwijs aanbieden, zijn tot nu toe voor de toekenning van dit kwaliteitskeurmerk in aanmerking gekomen.
In het derde leerjaar kunnen leerlingen verschillende profielen kiezen. Sinds 2009-2010 is het ook mogelijk in een atheneumklas Spaans als keuzevak te nemen, wat inmiddels al niet meer kan.
Vanaf schooljaar 2017-2018 was het mogelijk om het tweetalig programma te volgen bij een havo opleiding.
Sinds schooljaar 2021-2022 is het niet meer mogelijk om te starten met het tweetalig programma.